# 웨스턴 리벤지
《웨스턴 리벤지》(The Salvation)는 2014년 공개된 덴마크의 서부 영화이다.

## 출연

### 주연
- 매즈 미켈슨
- 에바 그린
- 제프리 딘 모건

### 조연
- 에릭 칸토나
- 미카엘 페르스브란트
- 더글라스 헨셀
- 마이클 레이몬드 제임스
- 조나단 프라이스
- 알렉산더 아널드
- 오 랜드
- 토크 라스 비야케
- 숀 캐머런 마이클
- 조시 도밍고스
- 바네사 쿠케
- 그랜트 스완비
- 수잔 댄포드
- 대니 케오이
- 닉 보레인
- 로버트 홉스
- 랭글리 커크우드
- 댄 로버트즈
- 자크 곰볼트
- 다니엘 얀크스

## 기타
- 공동제작: 트레이시 브림
- 공동제작: 마로 드 마트
- 공동제작: 케이트 메이어스
- 음향: 앨러스테어 서켓
- 특수효과: 게르하르트 반 더 히버
- 분장팀: 데니스 크누센
- 의상: 다이아나 실리어스
- 배역: 에이비 코프먼
- 배역: 조이스 네틀스